# Brilliance China Auto

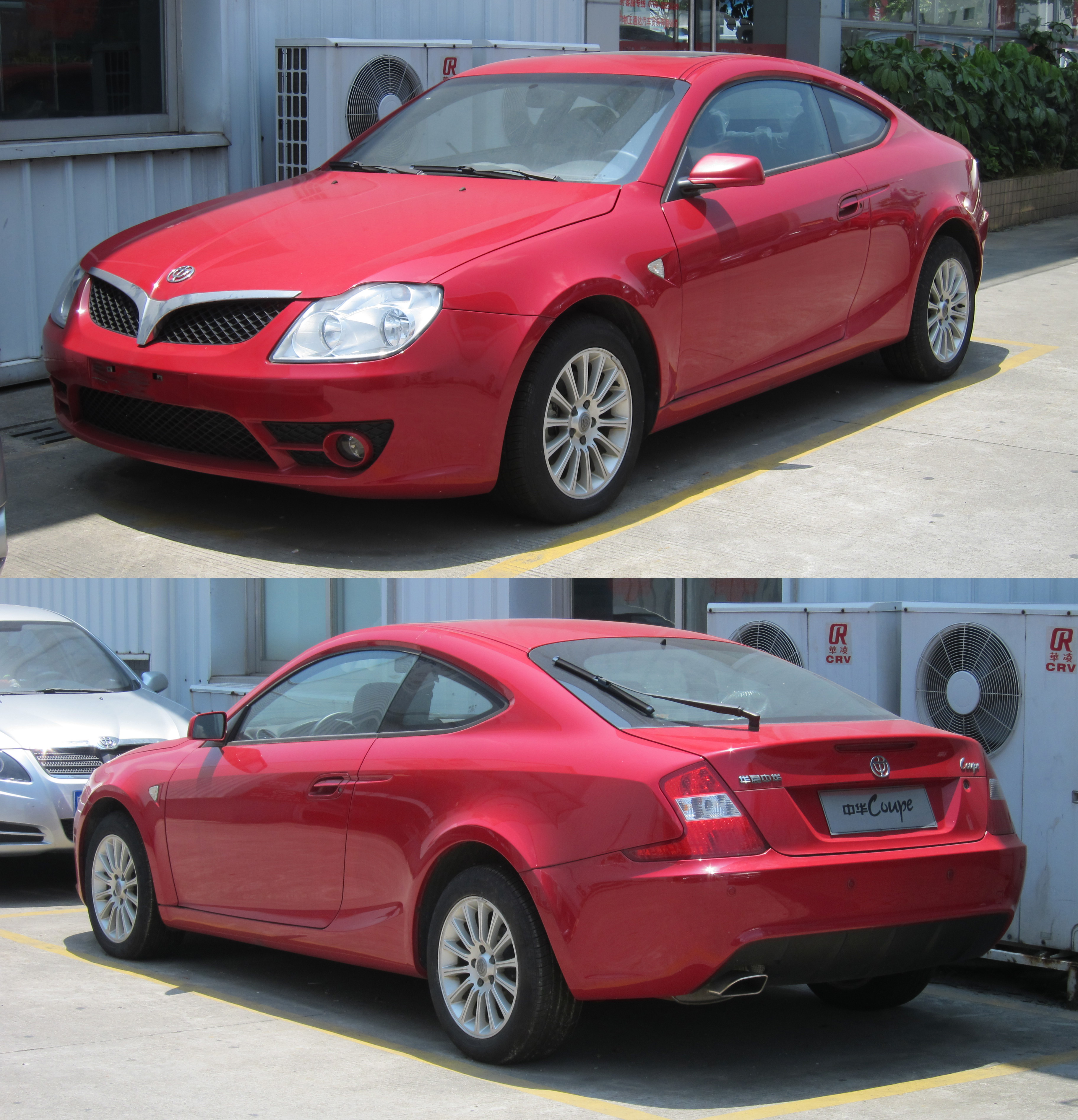
Brilliance

Brilliance China Auto — китайская автомобилестроительная компания. Заводы компании располагаются в городе Шэньян провинции Ляонин. Штаб-квартира находится в Гонконге, а зарегистрирована на Бермудских островах. Акции компании котировались на Гонконгской фондовой бирже (в марте 2021 года торговля акциями были приостановлена), имеет совместные предприятия с BMW (BMW Brilliance) и Renault (Renault Brilliance Jinbei Automotive Company).

## Структура компании

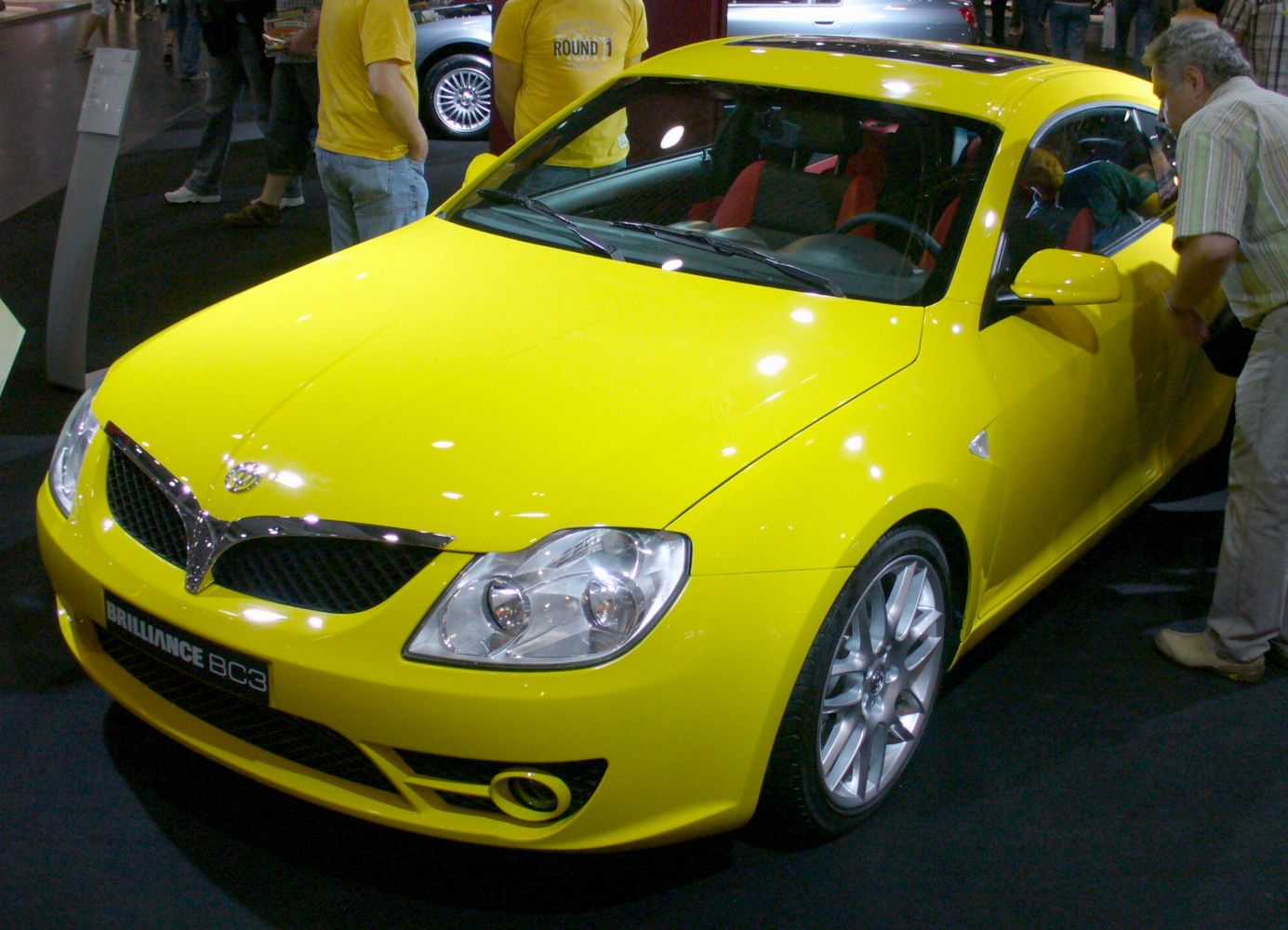
Brilliance BC3

Brilliance China Automotive — холдинг, в который входят несколько компаний, занятых, в основном, в автомобилестроительном секторе. Холдинг был создан в 1992 году по инициативе правительства Китая. Крупнейший акционер Brilliance — государственная компания Huachen Automotive Group Holdings Co. Ltd., которой принадлежит 42,32 % акций холдинга.
Brilliance China Automotive владеет дочерним предприятием Shenyang Brilliance JinBei Automobile Co., Ltd., которое производит микроавтобусы JinBei и Granse (на базе Hiace и Granvia корпорации Toyota). Технология производства передана китайской компании в рамках договора о техническом сотрудничестве, подписанном между Brilliance и Toyota. Эти микроавтобусы используются в Китае в качестве машин полиции, скорой помощи и др. специального транспорта.
Shenyang Brilliance JinBei Automobile — крупнейший китайский производитель микроавтобусов — около 60 000 штук в 2005 году.
С 2002 года Shenyang Brilliance JinBei Automobile производит седаны Zhonghua и Zunchi. Дизайн Zhonghua был разработан итальянской компанией Italdesign. С 2011 года производится седан Brilliance H530, c 2014 года — кроссовер Brilliance V5.
В 2003 году было создано BMW Brilliance Automotive Ltd. — совместное предприятие BMW Group и Brilliance China Automotive Holdings Ltd. Доля BMW Group в совместном предприятии составляет 50 %, Brilliance China Automotive Holdings — 49 % и 1 % принадлежит Shenyang Brilliance JinBei Automobile.
Huachen Automotive Group, контролирующий акционер компании, в 2020 году объявила дефолт по долговым обязательствам и была признана банкротом, с тех пор находится в процессе реорганизации и реструктуризации долга. Сама Brilliance China Auto не смогла в марте 2021 года подать на Гонконгскую фондовую биржу годовой отчёт, и в конце месяца торговля её акциями была приостановлена. В июне 2022 года было проведено независимое расследование, выявившее, что Brilliance China Auto без ведома совета директоров перевела на счёт Huachen более 4 млрд юаней, а также выступала поручителем при получении компанией Huachen Automotive Group кредитов на сумму 6 млрд юаней (почти миллиард долларов); часть этих кредитов не была возвращена, что стало причиной банкротства Huachen.
В феврале 2022 года BMW увеличила свою долю в совместном предприятии BMW Brilliance с 50 до 75 %, заплатив китайской стороне 3,7 млрд евро.

## Деятельность
Brilliance China Auto деятельность осуществляет через два совместных предприятия и три дочерние компании:
- BMW Brilliance Automotive — производство и продажа автомобилей BMW;
- Renault Brilliance Jinbei Automotive Company — производство и продажа микроавтобусов и многоцелевых автомобилей;
- Ningbo Yumin Machinery Industrial Co., Ltd. — производство автокомплектующих;
- Mianyang Brilliance Ruian Automotive Components Co., Ltd. — производство автокомплектующих;
- Brilliance-BEA Auto Finance Co., Ltd. — финансовые услуги.

Основные предприятия холдинга находятся в Шэньяне.
На двух заводах BMW Brilliance в 2021 году было произведено около 700 тыс. автомобилей, в июне 2022 года начал работу третий завод, ориентированный на выпуск электромобилей.

## Brilliance в России
Марка дебютировала на российском рынке в 2006 году с седаном Brilliance M1, позднее у дилеров появилась модель M2. В 2009 году продажи машин марки в России завершились, но в 2014 году фирма вернулась в страну с кроссовером Brilliance V5.
Список моделей марки, предлагавшихся на российском рынке
- седан и хетчбэк Brilliance H230 (2015—2016)
- седан Brilliance H530 (с 2014 года)
- седан Brilliance M1
- седан Brilliance M2
- кроссовер Brilliance V5 (с 2014 года)